# أبو سليمان العتيبي
أبو سليمان العتيبي كان مقاتلًا إسلاميًا سعوديًا يُعرف بأنه منتقد لقيادة دولة العراق الإسلامية.

## تاريخه
ولد عام 1980 في السعودية. درس في جامعة الإمام محمد بن سعود الإسلامية المرموقة. تخلى عن دراسته في عام 2006 وانضم إلى تنظيم القاعدة في العراق وكان اسمه مدرجًا في سجلات سنجار، وهي قاعدة بيانات لأفراد تنظيم القاعدة في العراق تم العثور عليها في سبتمبر 2007.
شغل منصب رئيس قضاة دولة العراق الإسلامية في مارس 2007. أصدر خطب عامة في أبريل ويونيو 2007.
ترك دولة العراق الإسلامية في أغسطس 2007 مع أبو دجانة القحطاني، وسافر عبر إيران بمساعدة أنصار السنة إلى باكستان.
وكان من منتقدي قيادة أبي أيوب المصري وأبي عمر البغدادي.

## مقتله
قُتل في غارة جوية أمريكية في ولاية بكتيا بأفغانستان في مايو 2008.